# Heinrich XXXIX. (Reuß-Köstritz)

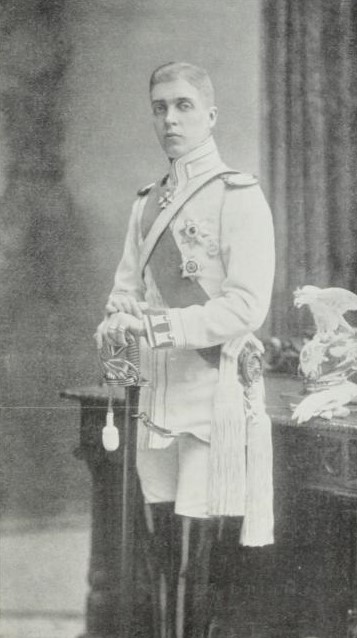
Prinz Heinrich XXXIX. Reuß

Prinz Heinrich XXXIX. Reuß zu Köstritz (* 23. Juni 1891 in Ernstbrunn, Niederösterreich; † 24. Februar 1946 in Salzburg) war ein deutscher Adliger. Er war ab 1910 der achte und letzte Paragiatsherr von Reuß-Köstritz.

## Leben
Heinrich XXXIX. entstammte der nichtregierenden Nebenlinie Reuß-Köstritz aus der jüngeren Linie der alten, weitverzweigten deutschen Hochadelsfamilie der Reuß. Seine Eltern waren der Komponist Fürst Heinrich XXIV. Reuß zu Köstritz (1855–1910) und Elisabeth Prinzessin Reuß zu Köstritz (1860–1931). Er heiratete am 7. August 1918 in Castell Antonia Emma Elisabeth geborene Gräfin zu Castell-Castell (* 18. April 1896 in Castell; † 4. Mai 1971 in Ernstbrunn), die Tochter von Friedrich Carl Fürst zu Castell-Castell.
Er studierte Staats- und Rechtswissenschaften und schloss das Studium mit der Promotion ab. Seit dem 2. Oktober 1910 war er als Erbe seines Vaters Besitzer des Paragiums Reuß-Köstritz. Auf den damit verbundenen Fürstentitel verzichtete er. Damit verbunden war eine Virilstimme im Landtag Reuß jüngerer Linie: Entsprechend war er vom 5. Dezember 1912 bis zum 12. Februar 1919 Mitglied des Landtags. Der Eintritt in den Landtag führte zu Protesten, da der Prinz noch keine 25 Jahre alt war. Mit Entscheidung des Parlamentes vom 5. Dezember 1912 wurde das Mandat sanktioniert. Daneben war er Besitzer der Familienfideikommisse Ernstbrunn und Hagenberg in Niederösterreich.
Heinrich XXXIX. lebte später in Österreich und erwarb die österreichische Staatsbürgerschaft. Aus diesem Grund konnte sein Sohn Heinrich IV. Reuss (1919–2012) die ab 1945 im Zuge der Bodenreform erfolgten Enteignungen seiner Güter in Köstritz und Gera erfolgreich anfechten und bekam zu Beginn des 21. Jahrhunderts im Rahmen eines Vergleichsschlusses einige Ländereien zurück.

## Auszeichnungen
- Königlich Preußischer Oberleutnant à la suite  der Armee
- Rechts- und Ehrenritter des Johanniterordens